# Granulifusus consimilis
Granulifusus consimilis is een slakkensoort uit de familie van de Fasciolariidae. De wetenschappelijke naam van de soort is voor het eerst geldig gepubliceerd in 1966 door Garrard.